# Cateios
Cateios is een geslacht van kreeftachtigen uit de klasse van de Malacostraca (hogere kreeftachtigen).

## Soort
- Cateios frontalis (Miers, 1884)